# Brachystephanus
Brachystephanus, biljni rod iz porodice primogovki smješten u tribus Justicieae, dio potporodice Acanthoideae. Sastoji se od 21 vrste iz tropske Afrike otok Madagaskar Opisan je u Prodromus Systematis Naturalis Regni Vegetabilis 11: 511. 1847.

## Opis
Začinsko bilje, polugrmlje ili grmlje. Cvat je klas; terminalni ili aksilarni. Čašičnih listića 5, linearnih. Vjenčić s 2 usne; cijev vrlo duga i vitka; režnjevi podjednaki. Plodna prašnika 2; prašnici 1-tekusni; staminodi 0. Jajnik i baza goli. Sjeme bez higroskopnih dlačica.

## Vrste
1. Brachystephanus africanus S.Moore
2. Brachystephanus calostachyus Champl.
3. Brachystephanus coeruleus S.Moore
4. Brachystephanus congensis Champl.
5. Brachystephanus densiflorus E.Figueiredo
6. Brachystephanus giganteus Champl.
7. Brachystephanus glaberrimus Champl.
8. Brachystephanus holstii Lindau
9. Brachystephanus jaundensis Lindau
10. Brachystephanus kupeensis Champl.
11. Brachystephanus laxispicatus I.Darbysh.
12. Brachystephanus longiflorus Lindau
13. Brachystephanus lyallii Nees, tipična vrsta
14. Brachystephanus mannii C.B.Clarke
15. Brachystephanus montifuga (Milne-Redh.) Champl.
16. Brachystephanus myrmecophilus Champl.
17. Brachystephanus occidentalis Lindau
18. Brachystephanus oreacanthus Champl.
19. Brachystephanus roseus Champl.
20. Brachystephanus schliebenii (Mildbr.) Champl.
21. Brachystephanus sudanicus (Friis & Vollesen) Champl.